# Mott the Hoople
Pour les articles homonymes, voir Mott.
Mott the Hoople est un groupe de hard rock britannique, originaire de l'Herefordshire, en Angleterre. Il est actif entre 1969 et 1976. Leur plus grand succès est une chanson écrite par David Bowie, All the Young Dudes.  Depuis sa séparation, le groupe joue sporadiquement, se réunissant en 2009, 2013, et, comme annoncé en été 2018.

## Biographie

### Origines (1969–1971)
Le guitariste Mick Ralphs, leader de Silence, groupe gallois d'Hereford, part en 1969 pour Londres, où il engage Ian Hunter comme chanteur. Le groupe est rebaptisé Mott the Hoople par son producteur, Guy Stevens, d'après le titre d'un roman de Willard Manus, publié en 1966.
L'album du même nom sort en 1969, très marqué par le hard rock naissant. Le second est plus orienté vers les ballades et le rhythm and blues, tandis que le troisième s'inspire du country rock. L'influence de Bob Dylan se fait nettement sentir dans les compositions d'Hunter. Sur scène, le groupe impressionne, mais les premiers disques ne se vendent pas. Leur répertoire comprend des reprises de Laugh at Me (Sonny Bono) et At the Crossroads (Sir Douglas Quintet), et une reprise instrumentale de You Really Got Me (The Kinks).
Leur deuxième album, Mad Shadows (1970), se vend faiblement et n'attire pas les critiques. Wildlife (1971) ne fait pas mieux. Le 10 octobre 1970, Mott the Hoople et Bridget St John jouent au Disco 2 sur la BBC Two. Le groupe ne se popularise pas comme il le souhaite, et Brain Capers (1971) ne se vend pas mieux. Les membres sont sur le point de se séparer après un concert déprimant en Suisse.

### Succès (1972–1974)

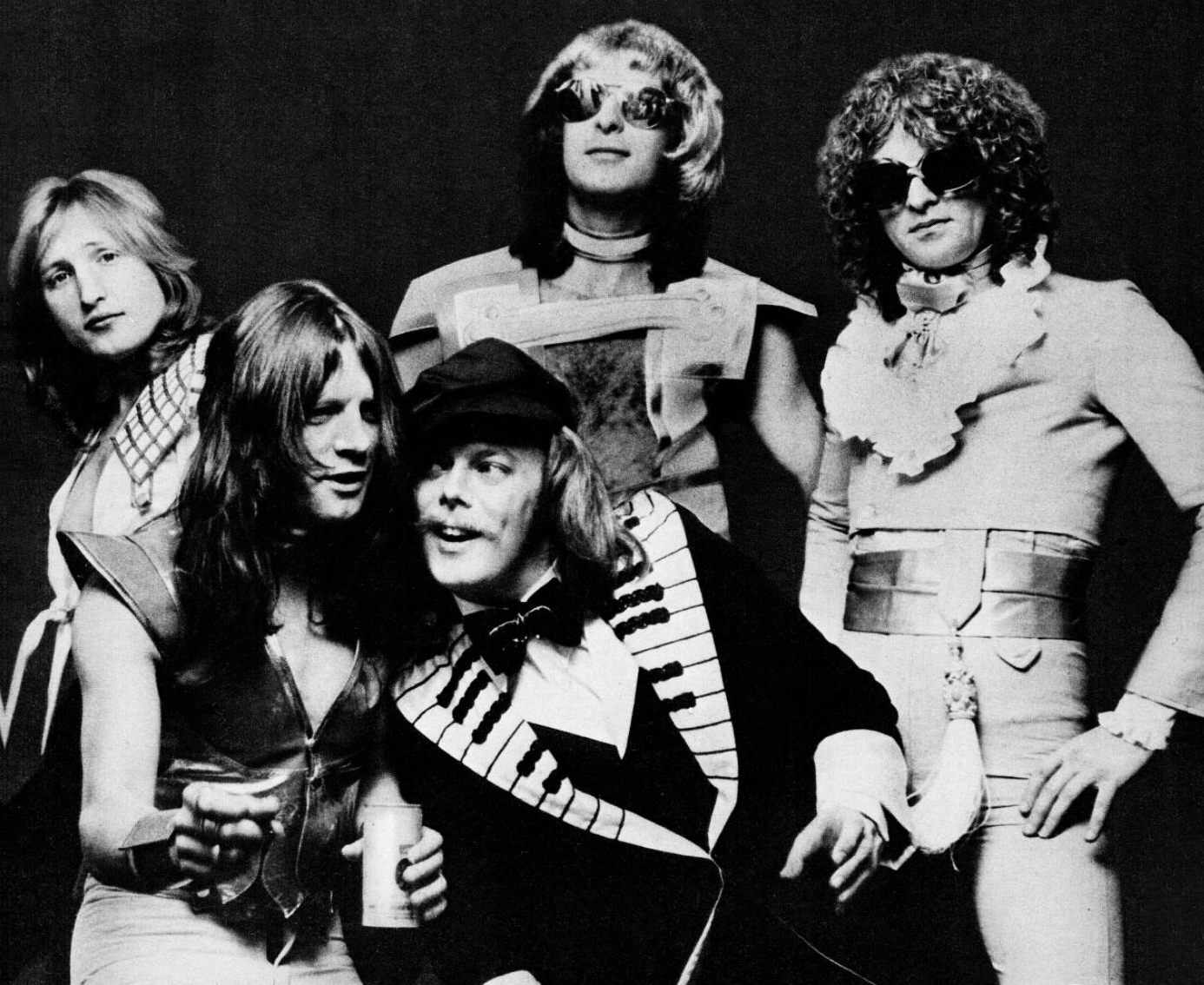
Mott the Hoople en 1974.

En 1972, alors qu'Ian Hunter souhaite jeter l'éponge, le groupe est contacté par David Bowie, qui admire Mott the Hoople et leur propose ses compositions. Le groupe commence par refuser Suffragette City, puis accepte d'enregistrer All the Young Dudes. Coproduit par Bowie et Mick Ronson, le titre est dans le style glam rock en vogue à l'époque. Publié comme single en juillet 1972, All the Young Dudes devient aussitôt un tube, se hissant à la troisième place des hit-parades. L'album All the Young Dudes qui paraît ensuite sur le label Columbia Records contient une composition signée Hunter et Ralphs, One of the Boys, et une reprise de Lou Reed, Sweet Jane, ainsi que Ready for Love de Mick Ralphs qui sera reprise par Bad Company. En à peine six mois, le groupe accède au rang de rock-stars et part en tournée aux États-Unis.

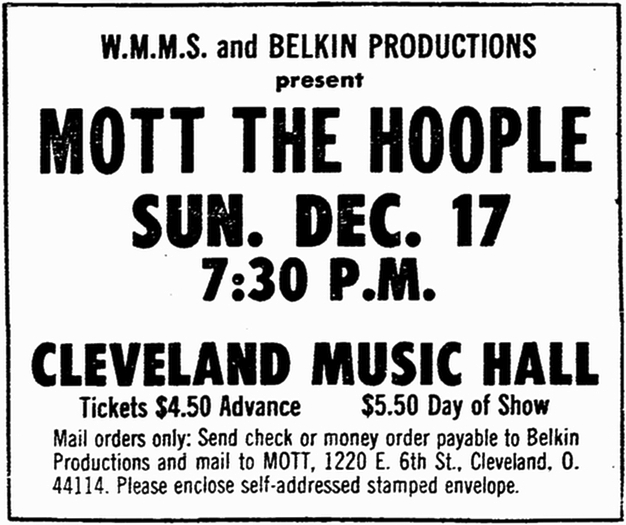
Concert de novembre 1972 à Cleveland.

En 1973 paraît l'album Mott, qui atteint le top 10, pour lequel ils sont épaulés par Andy Mackay, saxophoniste de Roxy Music. Après sa sortie, Mick Ralphs quitte la formation pour fonder Bad Company avec d'anciens membres de Free, Paul Rodgers et Simon Kirke et un ex King Crimson Boz Burrell. Hunter se retrouve seul à la tête du groupe, qui repart pour une autre tournée américaine triomphale. Mick Ralphs est remplacé par le guitariste Ariel Bender, de son vrai nom Luther Grosvenor, ancien du groupe Spooky Tooth. 

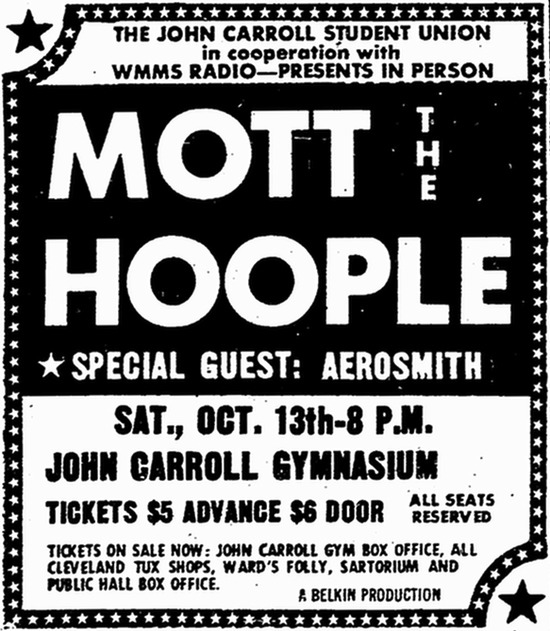
Concert de 1973 avec, en première partie, Aerosmith

Le groupe enregistre en 1974 l'album The Hoople qui contient notamment The Golden Age of Rock'n Roll, Roll over the Stone et Marionnette. En 1974, Queen assure les premières parties de la tournée aux États-Unis du groupe. Mick Ronson devient également guitariste du groupe le temps d'un seul 45 tours en 1974, intitulé Saturday Gigs et participe à la tournée européenne du groupe qui suit. Lors de la tournée suivante (au Royaume-Uni) Ian Hunter est hospitalisé pour dépression nerveuse. Il quitte le groupe au mois de décembre pour se lancer dans une carrière en solo.

### Mott et British Lions (1975–1980)
Les autres membres de Mott the Hoople continuent sans Hunter, sous le nom de Mott, en recrutant le chanteur Nigel Benjamin et le guitariste Ray Major. Ils publient deux albums en 1975-1976 qui connaissent de faibles ventes. Après une nouvelle incarnation sous le nom de British Lions, ils se séparent en 1980.

### Réunions

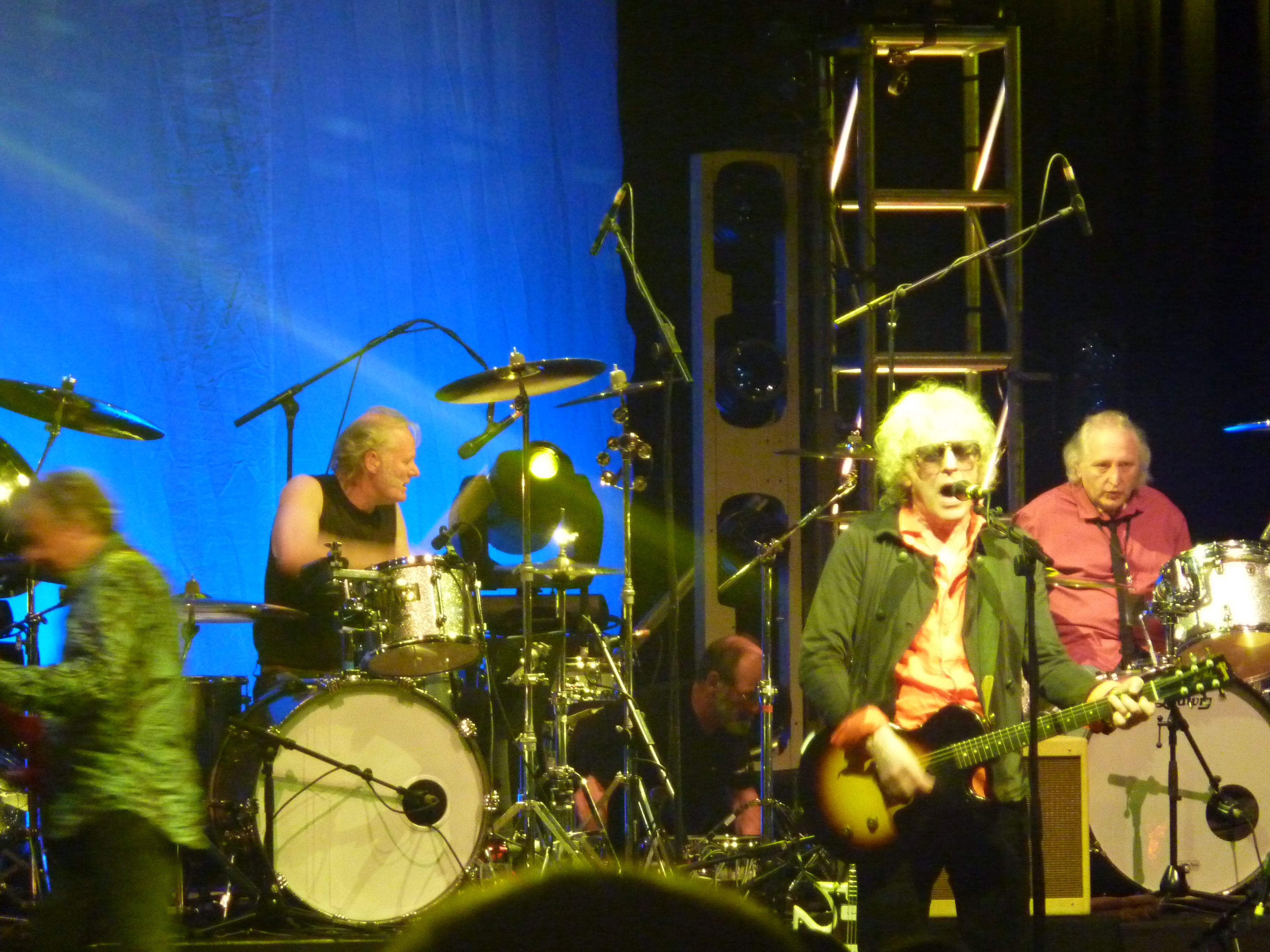
Mott the Hoople, en 2009.

La formation classique de Mott the Hoople se réunit en 2009 pour une série de concerts au Hammersmith Apollo de Londres.  La réunion de 2009 est favorablement accueillie par les médias anglais comme The Guardian, The Times et The Independent qui les récompense quatre étoiles sur cinq et The Daily Telegraph (5/5). Le 27 novembre 2009, Mott the Hoople joue au concert de charité The Tartan Clefs à Glasgow.
Le groupe se réunit à nouveau pour une série de concerts en 2013. Ils jouent le 18 novembre 2013 à l'O2 Arena de Londres,. Diagnostiqué de la maladie d'Alzheimer, le batteur Dale Griffin ne participe que lors des rappels, étant remplacé par Martin Chambers des Pretenders le reste du temps. Il décède le 18 janvier 2016. Peter Overend Watts décède le 22 janvier 2017 d'un cancer de la gorge.
En février 2018, Mott the Hoople est annoncé pour des dates européennes à l'été 2018. Ian Hunter sera rejoint par Ariel Bender à la guitare et Morgan Fisher aux claviers.

## Membres

### Premiers membres
- Pete Overend Watts - basse, chant, guitare (1969-1980, 2009, 2013 ; décédé le 22 janvier 2017)
- Dale Griffin - batterie, percussions, chœurs (1969-1980, 2009 ; décédé le 18 janvier 2016)
- Ian Hunter - chant, guitare, piano, basse (1969-1974, 2009, 2013)
- Mick Ralphs - guitare, chant, claviers (1969-1973, 2009, 2013)
- Verden Allen - orgue, chant (1969-1972, 2009, 2013)

### Autres membres
- Morgan Fisher - claviers, chœurs (1973-1980)
- Ariel Bender - guitare, chœurs (1973-1974)
- Mick Ronson - guitare, chœurs (1974 ; décédé le 29 avril 1993)
- Ray Major - guitare, chœurs (1974-1980)
- Nigel Benjamin - chant, guitare (1974-1976)
- Steve Hyams - chant, guitare (1976)
- John Fiddler - chant, guitare (1976-1980)

## Discographie
- 1969 : Mott the Hoople
- 1970 : Mad Shadows
- 1971 : Wildlife
- 1971 : Brain Caper
- 1972 : All the Young Dudes
- 1973 : Mott
- 1974 : The Hoople
- 1974 : Mott the Hoople - Live
- 1975 : Drive On
- 1976 : Shouting and Pointing